# Socom 4
SOCOM 4: U.S. Navy SEALs, även känt som SOCOM: Special Forces, är ett taktiskt tredjepersonsskjutspel som släpptes över hela världen i april 2011 för Playstation 3. Spelet har utvecklats av Zipper Interactive och publiceras av Sony Computer Entertainment. Spelet har bland annat stöd för Playstation Move och 3D.

## Gameplay
Spelet är ett gruppbaserat skjutspel som fokuserar mycket på taktik. Spelaren tar rollen som amerikanen Cullen Gray, ledare för ett specialförband av Navy SEALs bestående av två andra amerikaner och två sydkoreaner. I spelet inkluderas väldiga eldstrider och infiltration av fiendens läger och militärbaser, där spelaren ger order till sina gruppmedlemmar om vad de skall göra. I spelets enspelarläge finns det 14 uppdrag. Inför varje uppdrag kan spelaren välja ett primärt vapen och ett sekundärt vapen, modifiera dem och välja två tillbehör såsom granater. Spelaren kommer att få underrättelser på slagfältet och kan dessutom kalla in luftangrepp och artilleribeskjutning på fientliga styrkor. Om en truppmedlem är svårt skadad har spelaren en begränsad tid på sig att läka truppmedlemmen innan denne avlider. Andra truppmedlemmar kan också läka sårade kamrater, såvida de inte blir beskjutna av fienden. 
I spelets flerspelarläge kan 2-32 spelare köra mot varandra online. 

## Handling
Spelet kommer att äga rum i Malackasundet och Malaysia, där en inländsk revolutionär armé känd som "Naga", anförd av en hänsynslös krigsherre, har tagit kontroll över landets vattenresurser. Natos specialstyrkor beslutar att gå till aktion, eftersom freden i landet är i fara. Gray och hans team har bara sex dagar på sig att göra slut på Nagas lömska planer och att stoppa deras ledare.